# Plaça de Gràcia (Manlleu)
La Plaça de Gràcia és una plaça de Manlleu (Osona) inclosa a l'Inventari del Patrimoni Arquitectònic de Catalunya.

## Descripció
És una plaça porticada de 65 m de llargada i 33 m d'amplada amb planta baixa i dues plantes, amb una interessant articulació dels diversos espais urbans que connecta, oberta per un costat curt a l'avinguda de la Diputació i travessada pel carrer Umbert que enfoca la façana principal de l'església de Nostra Senyora de Gràcia i connectada per dos passatges que són continuació dels porxos del carrer Voltregà.
El porxo té una profunditat constant de 3,80 m i una alçada d'una planta. Cada unitat de porxo es correspon amb una divisió de parcel·la d'amplada aproximada 6,75 m. Originàriament la solució volumètrica observava la reducció d'altura en les cantonades i una peculiar organització de les fondàries edificables, que provenia de les tipologies d'habitatges utilitzades. La façana tipus de la planta baixa i dues plantes s'articula amb el porxo en planta baixa amb arc rebaixat, un balcó corregut en planta primera i amb dues obertures sense decoracions i al segon pis destaquen les obertures a manera de galeria.

## Història
El barri de Gràcia es creà a conseqüència de les destrosses que fan provocar els aiguats d'octubre de 1940. Les primeres cases es van inaugurar a l'estiu de 1944 construïdes per la Diputació Provincial de Barcelona i "l'Obra Sindical del Hogar".